# Diem
'Diem (anteriorment coneguda com a Libra, i encara anteriorment com a GlobalCoin o Facebook Coin) és una criptomoneda proposada per la multinacional estatunidenca Meta Platforms. La notícia de la moneda es va filtrar per primera vegada a mitjans de juny, i es va anunciar formalment el 18 de juny de 2019.
La libra serà recolzada per actius financers, entre els quals hi haurà títols de deute públic, en una temptativa per a evitar la volatilitat. Serà una moneda estable i el seu valor anirà vinculat al de monedes històricament estables com el dòlar nord-americà, la lliura esterlina, l'euro, el franc suís o el ien. Comptarà amb una aplicació denominada calibra que controlarà la cartera o la wallet pròpia de la moneda.
El seu blockchain ve gestionat per programari de codi obert.
Vint-i-set socis estan involucrats en el projecte, on hi ha gestors de sistemes de mitjans de pagament i transaccions per Internet, com Mastercard, Visa, Paypal, Uber i Spotify.
L'avantatge de Facebook és que la plataforma disposa d'un potencial de milions d'usuaris per mitjà dels programes de missatgeria WhatsApp (1.500 milions d'usuaris), Messenger (1.300 milions) i Instagram (1.000 milions).
El projecte ja ha rebut crítiques i l'oposició dels bancs centrals.